# Al Farwaniyah (província)

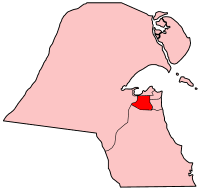
Al Farwaniyah.

Al Farwaniyah é uma das seis muhafazat do Kuwait.

## Dados
Capital: Al Farwaniyah
População: 572 252 hab.